# Eleccions al Parlament Europeu de 1984 (Luxemburg)
Les eleccions al Parlament Europeu de 1984 a Luxemburg van ser les eleccions celebrades el 17 de juny de 1984 per a escollir els 6 eurodiputats luxemburguesos per a la II legislatura del Parlament Europeu. Les eleccions van tornar a quedar-se prop del 89% de participació, una dada molt semblant a les eleccions de 1984, i van tenir lloc el mateix dia que les legislatives luxemburgueses, en les que s'escollien els membres de la Cambra de Diputats de Luxemburg.

## Sistema electoral
Els sis eurodiputats luxemburguesos van ser elegits per sufragi universal directe en una única circumscripció electoral a tot el país. L'elecció es va fer per votació proporcional per decidir entre les llistes de sis candidats presentades pels partits. Els electors van poder votar pels sis candidats d'una llista, o combinar vots per seleccionar sis candidats de diferents llistes. A continuació, a cada partit se li va assignar un nombre d'escons proporcional al nombre total de vots emesos per als seus candidats, i els escons es van assignar als candidats dels partits que van rebre més vots.

## Resultats
El Partit Popular Social Cristià va tornar a guanyar les eleccions amb el 34,90% dels vots emesos i 3 eurodiputats enfront dels 296.382 vots emesos i 2 escons pel Partit Socialista dels Treballadors, que va superar al Partit Democràtic, segon en les anteriors eleccions, i que aquesta convocatòria es va quedar amb 218.481 vots emesos i 1 escó.
| Candidatura                                | Facció europea        | Sufragis | Sufragis | Escons                  | Escons                  |
| Candidatura                                | Facció europea        | Vots     | %        | Dip.                    | Dif.                    |
| ------------------------------------------ | --------------------- | -------- | -------- | ----------------------- | ----------------------- |
| Partit Popular Social Cristià (CSV)        | PPE                   | 345.586  | 34,90%   | 3                       | Es manté                |
| Partit Socialista dels Treballadors (LSAP) | UPSCE                 | 296.382  | 29,93%   | 2                       | ▲ 1                     |
| Partit Democràtic (DP)                     | LDE                   | 218.481  | 22,07%   | 1                       | ▼ 1                     |
| Els Verds                                  | CEPV                  | 60.152   | 6,08%    |                         |                         |
| Partit Comunista de Luxemburg              |                       | 40.395   | 4,08%    |                         |                         |
| Partit Socialista Independent              |                       | 25.355   | 2,56%    |                         |                         |
| Lliga Comunista Revolucionària             |                       | 3.791    | 0,38%    |                         |                         |
| Total de vots emessos                      | Total de vots emessos | 990.142  | 90,75%   | 6                       |                         |
| Vots a candidatures                        | Vots a candidatures   | 173.888  | 90,75%   | 6                       |                         |
| Vots en blanc                              | Vots en blanc         | 12.309   | 6,43%    | Élections au Luxembourg | Élections au Luxembourg |
| Vots nuls o no vàlids                      | Vots nuls o no vàlids | 5.405    | 2,82%    | Élections au Luxembourg | Élections au Luxembourg |
| Vots emesos                                | Vots emesos           | 191.602  | 88,79%   | Élections au Luxembourg | Élections au Luxembourg |
| Cens total                                 | Cens total            | 215.792  |          | Élections au Luxembourg | Élections au Luxembourg |